# Champigny-sur-Veude
Champigny-sur-Veude é uma comuna francesa na região administrativa do Centro, no departamento Indre-et-Loire. Estende-se por uma área de 16,21 km². Em 2010 a comuna tinha 847 habitantes (densidade: 52,3 hab./km²).